# Yuanqiao (köpinghuvudort i Kina, Zhejiang Sheng, lat 28,55, long 121,25)
Yuanqiao (kinesiska: 院桥镇) är en köpinghuvudort i Kina. Den ligger i provinsen Zhejiang, i den östra delen av landet, omkring 220 kilometer sydost om provinshuvudstaden Hangzhou. Antalet invånare är 73 819. Befolkningen består av 36 440 kvinnor och 37 379 män. Barn under 15 år utgör 14,0 %, vuxna 15-64 år 74 %, och äldre över 65 år 10,0 %.
Runt Yuanqiao är det mycket tätbefolkat, med 1 177 invånare per kvadratkilometer. Närmaste större samhälle är Luqiao, 12,7 km öster om Yuanqiao. Trakten runt Yuanqiao består till största delen av jordbruksmark.
Genomsnittlig årsnederbörd är 2 144 millimeter. Den regnigaste månaden är augusti, med i genomsnitt 395 mm nederbörd, och den torraste är januari, med 73 mm nederbörd.